# Nehaikî, Drabiv
Nehaikî (în ucraineană Нехайки) este localitatea de reședință a comunei Nehaikî din raionul Drabiv, regiunea Cerkasî, Ucraina.

## Demografie
Componența lingvistică a localității Nehaikî
     Ucraineană (98,1%)
     Rusă (1,9%)
Conform recensământului din 2001, majoritatea populației localității Nehaikî era vorbitoare de ucraineană (98,1%), existând în minoritate și vorbitori de rusă (1,9%).